# .gu
.gu és el domini de primer nivell territorial (ccTLD) de Guam.
El registre és gratuït però està limitat a persones o empreses amb un contacte a Guam, i estan limitats a registres de tercer nivell per sota de noms de nivell dos, com ara .com.gu. No es fa servir gaire.

## Dominis de segon nivell
N'hi ha cinc:
- com.gu: entitats comercials
- net.gu: proveïdors de xarxa
- gov.gu: govern
- org.gu: organitzacions no comercials
- edu.gu: educació